# Église Saint-Olave d'York
Pour les articles homonymes, voir Église Saint-Olaf.
L'église Saint-Olave d'York (St Olave's Church en anglais) est une église paroissiale de l'Église d'Angleterre située à York, en Angleterre. Elle est dédiée à saint Olaf.

## Histoire
L'église est fondée au XIe siècle et se situe à l'intérieur de l'enceinte de l'abbaye Sainte-Marie. Elle est reconstruite au XVe siècle et restaurée à la fin du XIXe siècle. Depuis 1954, c'est un monument classé de grade I.